# Сувиньи (кантон)
Сувиньи́ (фр. Souvigny) — кантон во Франции, находится в регионе Овернь, департамент Алье. Входит в состав округа Мулен.
Код INSEE кантона — 0327. Всего в кантон Сувиньи входит 11 коммун, из них главной коммуной является Сувиньи.

## Коммуны кантона
| Коммуна       | Население, чел. (1999) | Почтовый индекс | Код INSEE |
| ------------- | ---------------------- | --------------- | --------- |
| Агонж         | 357                    | 03210           | 03002     |
| Бессон        | 775                    | 03210           | 03026     |
| Брене         | 376                    | 03210           | 03039     |
| Жипси         | 233                    | 03210           | 03122     |
| Мариньи       | 204                    | 03210           | 03162     |
| Мейе          | 169                    | 03210           | 03170     |
| Нуайан-д’Алье | 820                    | 03210           | 03202     |
| Отри-Иссар    | 307                    | 03210           | 03012     |
| Сен-Мену      | 940                    | 03210           | 03247     |
| Сувиньи       | 1 952                  | 03210           | 03275     |
| Шемийи        | 561                    | 03210           | 03073     |

## Население
Население кантона на 2006 год составляло 6 691 человек.
| 1962  | 1968  | 1975  | 1982  | 1990  | 1999  | 2006  | 2007 | 2008 |
| ----- | ----- | ----- | ----- | ----- | ----- | ----- | ---- | ---- |
| 7 634 | 8 237 | 7 276 | 6 933 | 7 014 | 6 694 | 6 691 | —    | —    |